# فامباير (لعبة فيديو)
فامباير (بالإنجليزية: Vampyr)‏، هي لعبة كومبيوتر من تصنيف عالم مفتوح وأكشن، صدرت اللعبة في 5 يونيو 2018، وتعمل لأنظمة إكس بوكس ون، وبلاي ستيشن 4، ومايكروسوفت ويندوز.

## المواقع الخارجية
- فامباير على موقع IMDb (الإنجليزية)

- الموقع الرسمي